# 冨士山
冨士山（とみすやま）は、愛媛県大洲市柚木にある山である。別名「大洲富士」と呼ばれている。

## 概略
冨士山は大洲市中心部の南側の大洲盆地の中央にあり、標高は319.8 mである。富士山に似ている形から名付けられたが、字と読み方は異なる。
大洲盆地と肱川を眼下に見下ろせる山頂付近は「冨士山公園」として整備されている。約6万3000本のツツジが植えられており、西日本有数の名所とされる。また八重桜も植えられており、春になると桜、ついでツツジを楽しむことが出来る。自動車で山稜付近まで登ることができる。中腹には如法寺があり、その仏殿は平成4年(1992年)8月に国の重要文化財として指定されている。

## ギャラリー

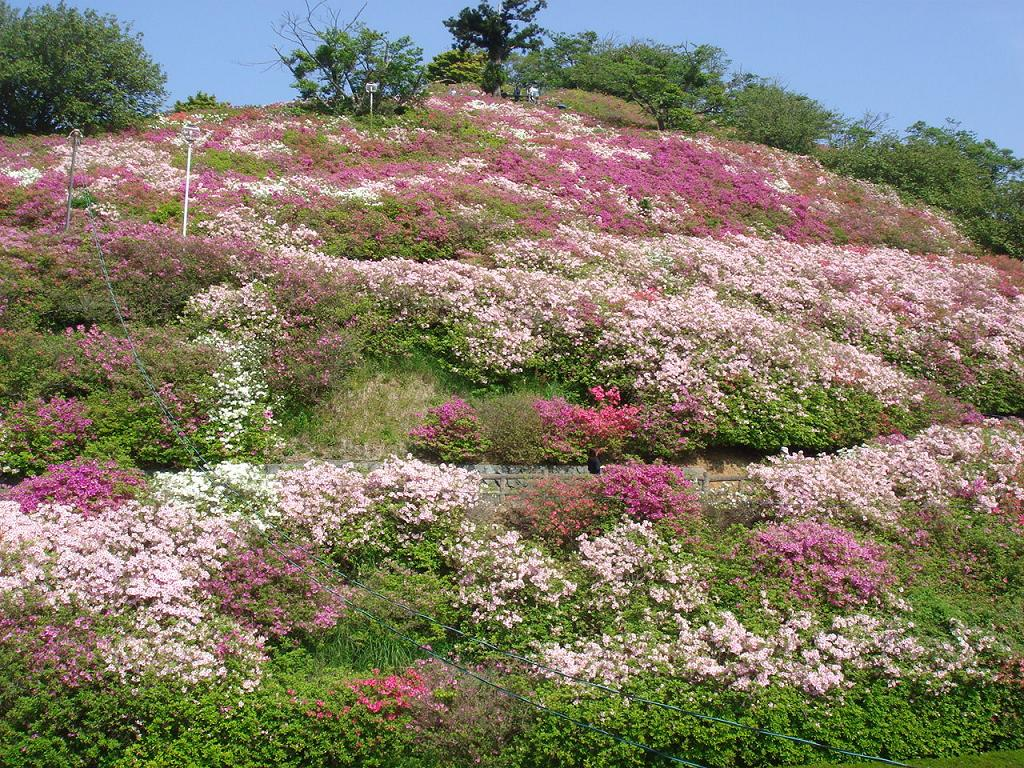
冨士山のツツジ
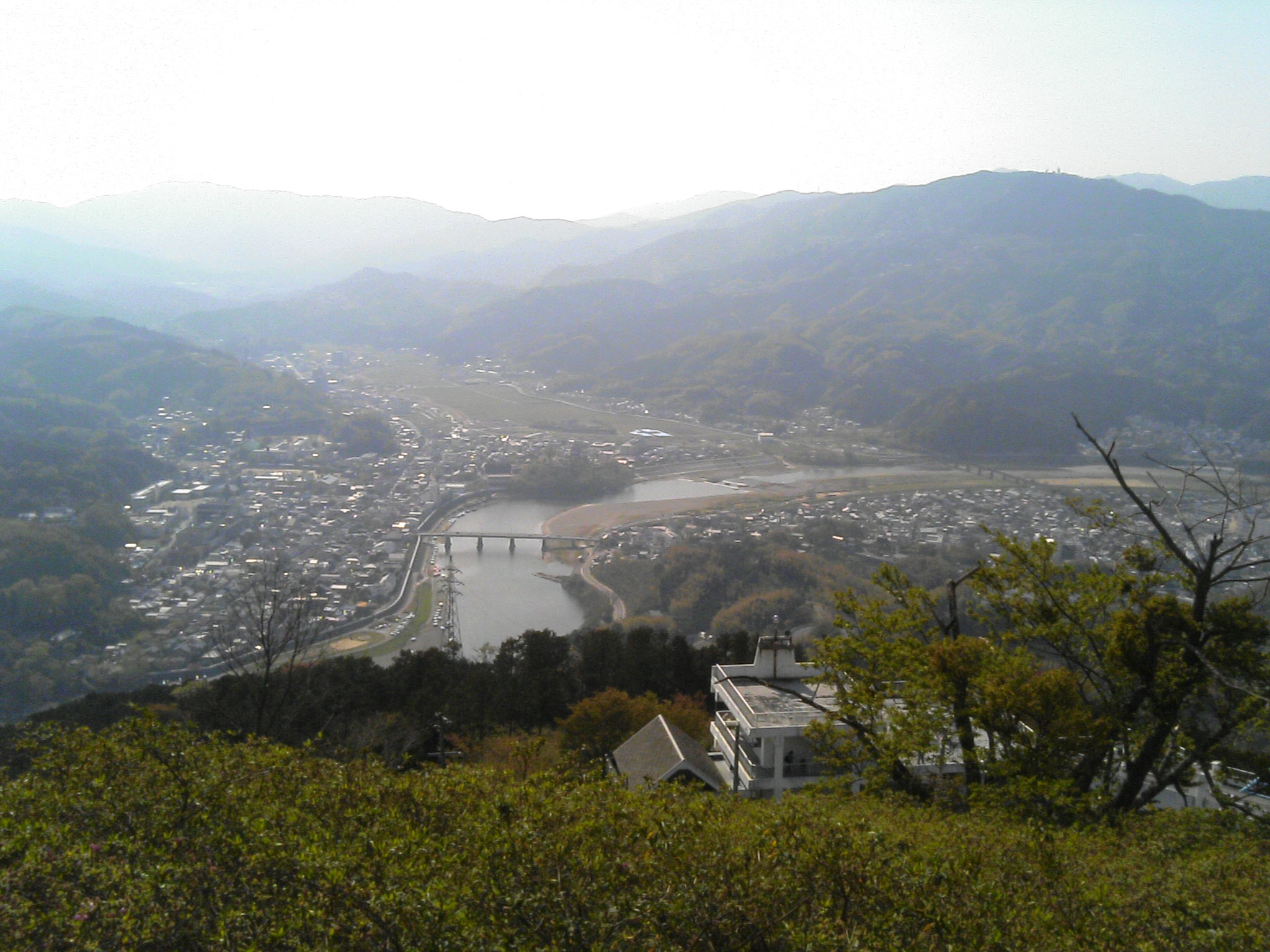
冨士山の眺望(西側) : 大洲市街
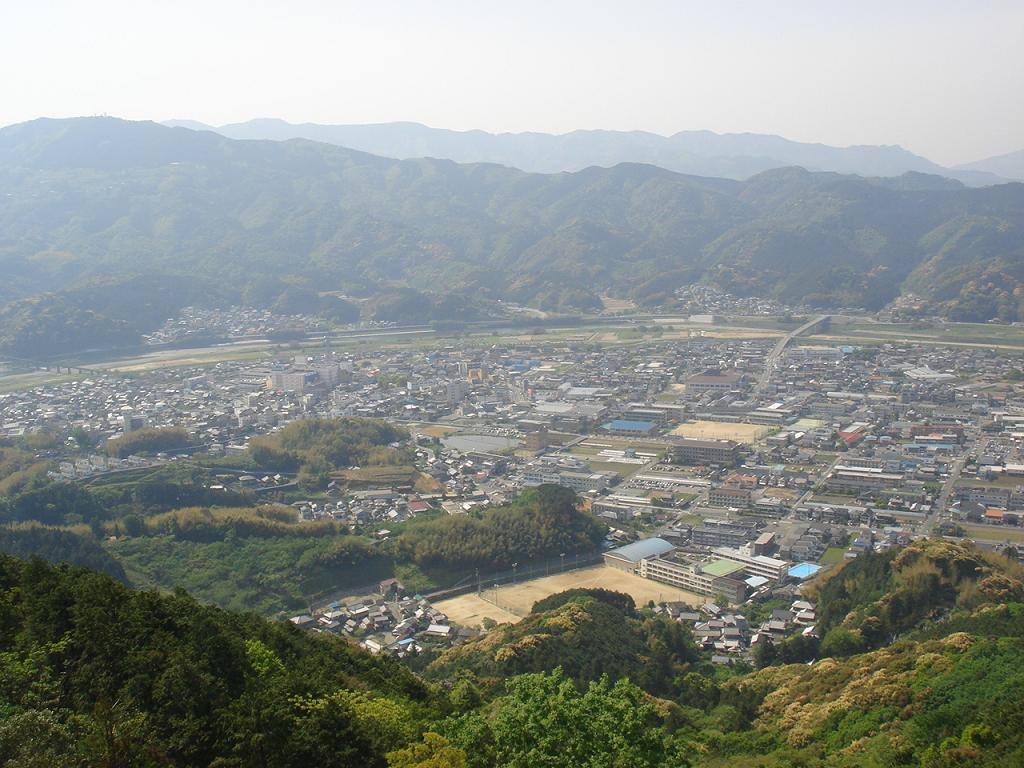
冨士山の眺望(北西側)
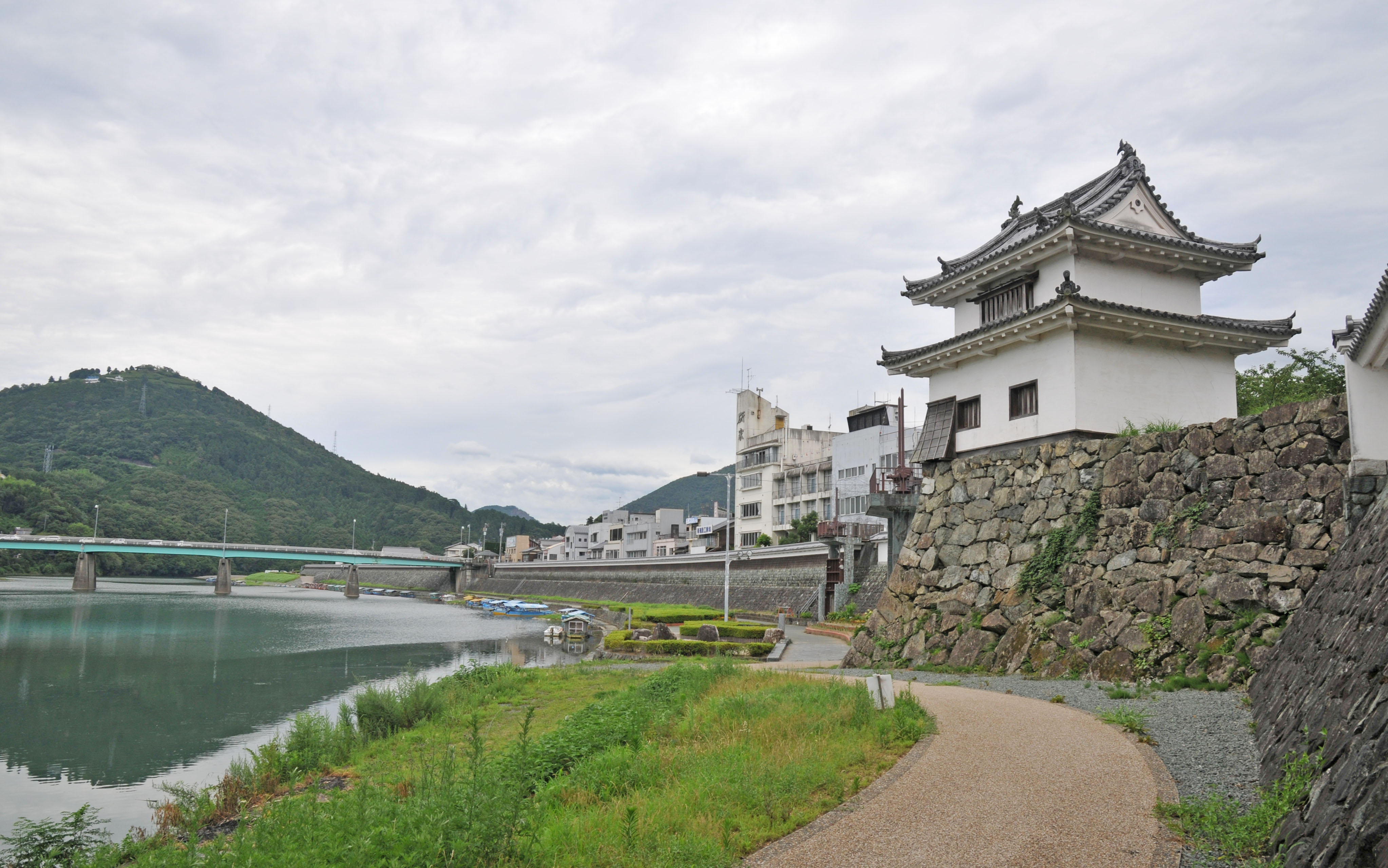
大洲城から見る冨士山